# Massimo Costa (Regisseur)
Massimo Costa (* 2. Juni 1951 in Rom; † 30. Januar 2004 ebenda) war ein italienischer Kulturschaffender, Filmregisseur und Drehbuchautor.

## Leben
Costa war 1976 Regieassistent bei Mario Monicelli und arbeitete dann in einem Theaterkollektiv als Regisseur des Stückes „Der Narr und die Nonne“ von Stanisław Ignacy Witkiewicz. In der ersten Hälfte der 1980er Jahre verantwortete er Veranstaltungen des Estate Romana, einer von Juni bis September stattfindenden kulturellen Reihe, insbesondere die Rockkonzerte der Incontri di Castel Sant'Angelo; daneben drehte er Einspielfilme und Musiksendungen. 1986 machte er für Retequattro 24 mal die Sendung „Cinema & Co.“.
Costa gründete die „Excelsior Film TV“, mit der er Fernsehsender mit einigen Filmen versorgte und wandte sich 1988 erstmals der Regie eines Kinofilmes zu; Voglia di rock wurde jedoch erst 1990 in die Kinos gebracht. Von 1991 bis 1994 arbeitete er vorwiegend für das Theater. 1999 drehte er den publikumswirksamen Vuoti a perdere.
Kurz vor seinem frühzeitigen Tod vollendete er, wie immer nach eigenem Drehbuch, seinen letzten Film, den er mit der kurz zuvor gegründeten Gesellschaft „Granaio“ finanzierte.

## Filmografie (Auswahl)

### Regisseur
- 1988: Sehnsucht nach Rock (Voglia di rock)
- 1999: Vuoti a perdere
- 2003: La repubblica di San Gennaro